# Kvalifikace na Mistrovství Evropy ve fotbale 2012 – skupina G
Skupina G kvalifikace na Mistrovství Evropy ve fotbale 2012 byla jednou z 9 kvalifikačních skupin na tento šampionát. Postup na závěrečný turnaj si zajistil vítěz skupiny. Druhý tým skupiny hrál buď baráž, nebo postoupil také přímo (pokud byl nejlepší v žebříčku týmů na druhých místech).

## Tabulka
| Tým        | Z | V | R | P | GV | GI | +/- | B  |
| ---------- | - | - | - | - | -- | -- | --- | -- |
| Anglie     | 8 | 5 | 3 | 0 | 17 | 5  | +12 | 18 |
| Černá Hora | 8 | 3 | 3 | 2 | 7  | 7  | 0   | 12 |
| Švýcarsko  | 8 | 3 | 2 | 3 | 12 | 10 | +2  | 11 |
| Wales      | 8 | 3 | 0 | 5 | 6  | 10 | -4  | 9  |
| Bulharsko  | 8 | 1 | 2 | 5 | 3  | 13 | -10 | 5  |

## Zápasy
| 3. září 2010 |        |       |                                                    |
| Černá Hora   | 1 – 0  | Wales | Podgorica diváci: 9 862 rozhodčí: Anastasios Kakos |
| Vučinić 30'  | Report |       | Podgorica diváci: 9 862 rozhodčí: Anastasios Kakos |

| 3. září 2010                   |        |           |                                               |
| Anglie                         | 4 – 0  | Bulharsko | Londýn diváci: 73 246 rozhodčí: Viktor Kassai |
| Defoe 3', 61', 86' Johnson 83' | Report |           | Londýn diváci: 73 246 rozhodčí: Viktor Kassai |

| 7. září 2010 |        |              |                                                     |
| Bulharsko    | 0 – 1  | Černá Hora   | Sofie diváci: 10 000 rozhodčí: Vladislav Bezborodov |
|              | Report | 35' Zverotić | Sofie diváci: 10 000 rozhodčí: Vladislav Bezborodov |

| 7. září 2010 |        |                                 |                                                 |
| Švýcarsko    | 1 – 3  | Anglie                          | Basilej diváci: 39 700 rozhodčí: Nicola Rizzoli |
| Shaqiri 71'  | Report | 10' Rooney 69' Johnson 88' Bent | Basilej diváci: 39 700 rozhodčí: Nicola Rizzoli |

| 8. října 2010 |        |           |                                                               |
| Černá Hora    | 1 – 0  | Švýcarsko | Podgorica diváci: 12 700 rozhodčí: Eduardo Iturralde González |
| Vučinić 67'   | Report |           | Podgorica diváci: 12 700 rozhodčí: Eduardo Iturralde González |

| 8. října 2010 |        |           |                                                          |
| Wales         | 0 – 1  | Bulharsko | Cardiff diváci: 14 061 rozhodčí: Jonas Eriksson (Sweden) |
|               | Report | 48' Popov | Cardiff diváci: 14 061 rozhodčí: Jonas Eriksson (Sweden) |

| 12. října 2010                                |        |          |                                              |
| Švýcarsko                                     | 4 – 1  | Wales    | Basilej diváci: 26 000 rozhodčí: Alain Hamer |
| Stocker 8', 89' Streller 21' Inler 82' (pen.) | Report | 13' Bale | Basilej diváci: 26 000 rozhodčí: Alain Hamer |

| 12. října 2010 |        |            |                                              |
| Anglie         | 0 – 0  | Černá Hora | Londýn diváci: 73 451 rozhodčí: Manuel Gräfe |
|                | Report |            | Londýn diváci: 73 451 rozhodčí: Manuel Gräfe |

| 26. března 2011 |        |           |                                               |
| Bulharsko       | 0 – 0  | Švýcarsko | Sofie diváci: 17 000 rozhodčí: William Collum |
|                 | Report |           | Sofie diváci: 17 000 rozhodčí: William Collum |

| 26. března 2011 |        |                            |                                                       |
| Wales           | 0 – 2  | Anglie                     | Cardiff diváci: 68 959 rozhodčí: Olegário Benquerença |
|                 | Report | 7' (pen.) Lampard 15' Bent | Cardiff diváci: 68 959 rozhodčí: Olegário Benquerença |

| 4. června 2011               |        |                   |                                               |
| Anglie                       | 2 – 2  | Švýcarsko         | Londýn diváci: 84 459 rozhodčí: Damir Skomina |
| Lampard 37' (pen.) Young 51' | Report | Barnetta 32', 35' | Londýn diváci: 84 459 rozhodčí: Damir Skomina |

| 4. června 2011 |        |              |                                               |
| Černá Hora     | 1 – 1  | Bulharsko    | Podgorica diváci: 12 000 rozhodčí: Alon Yefet |
| Đalović 53'    | Report | I. Popov 66' | Podgorica diváci: 12 000 rozhodčí: Alon Yefet |

| 2. září 2011 |        |                              |                                                   |
| Bulharsko    | 0 – 3  | Anglie                       | Sofie diváci: 36 521 rozhodčí: Frank De Bleeckere |
|              | Report | Cahill 13' Rooney 21', 45+1' | Sofie diváci: 36 521 rozhodčí: Frank De Bleeckere |

| 2. září 2011           |        |             |                                            |
| Wales                  | 2 – 1  | Černá Hora  | Swansea diváci: 8 194 rozhodčí: Luca Banti |
| Morison 29' Ramsey 50' | Report | Jovetić 71' | Swansea diváci: 8 194 rozhodčí: Luca Banti |

| 6. září 2011            |        |                |                                                 |
| Švýcarsko               | 3 – 1  | Bulharsko      | Basilej diváci: 16 880 rozhodčí: Pavel Královec |
| Shaqiri 45+2', 62', 90' | Report | Ivan Ivanov 9' | Basilej diváci: 16 880 rozhodčí: Pavel Královec |

| 6. září 2011 |        |       |                                                      |
| Anglie       | 1 – 0  | Wales | Londýn diváci: 77 128 rozhodčí: Robert Schörgenhofer |
| Young 35'    | Report |       | Londýn diváci: 77 128 rozhodčí: Robert Schörgenhofer |

| 7. října 2011                |        |                    |                                                   |
| Černá Hora                   | 2 – 2  | Anglie             | Podgorica diváci: 12 700 rozhodčí: Wolfgang Stark |
| Zverotić 45' Delibašić 90+1' | Report | Young 11' Bent 31' | Podgorica diváci: 12 700 rozhodčí: Wolfgang Stark |

| 7. října 2011              |        |           |                                                |
| Wales                      | 2 – 0  | Švýcarsko | Swansea diváci: 12 317 rozhodčí: Björn Kuipers |
| Ramsey 60' (pen.) Bale 71' | Report |           | Swansea diváci: 12 317 rozhodčí: Björn Kuipers |

| 11. října 2011                |        |            |                                                       |
| Švýcarsko                     | 2 – 0  | Černá Hora | Basilej diváci: 19 997 rozhodčí: Olegário Benquerença |
| Derdiyok 51' Lichtsteiner 65' | Report |            | Basilej diváci: 19 997 rozhodčí: Olegário Benquerença |

| 11. října 2011 |        |          |                                         |
| Bulharsko      | 0 – 1  | Wales    | Sofie diváci: 1 672 rozhodčí: Pawel Gil |
|                | Report | Bale 45' | Sofie diváci: 1 672 rozhodčí: Pawel Gil |